# مرج (لیبی)
مرج شهری در لیبی است و همچنین مرکز استان مرج می‌باشد.